# Archivi del terrore
Archivi del terrore o anche archivio del terrore (in lingua spagnola Archivos del Terror) è il nome che usualmente viene dato all'insieme dei documenti risalenti alla dittatura di Alfredo Stroessner e all'Operazione Condor trovati da Martín Almada con l'aiuto del giudice José Agustín Fernández il 22 dicembre 1992 nella città di Lambaré, in Paraguay; tali documenti contengono comunicazioni scritte tra autorità giudiziarie e militari del Paraguay, ma anche di altre nazioni come Argentina, Brasile, Cile e Uruguay durante le dittature militari instauratesi in questi paesi tra gli anni settanta e ottanta del XX secolo.

## Storia

### La dittatura di Stroessner
Nel mese di maggio del 1954 il generale Alfredo Stroessner si mise a capo di un colpo di stato appoggiato da una parte del Partido Colorado destituendo il presidente eletto Federico Chávez; diede così avvio ad un lungo periodo di repressione e controllo in ogni ambito. Il regime si distinse per i suoi metodi brutali e il totale disprezzo dei diritti umani.
Stroessner fu spodestato nel febbraio del 1989 da una sollevazione militare guidata da un suo collaboratore, il generale Andrés Rodríguez; sotto il suo governo fu convocata un'Assemblea Costituente che promulgò una nuova Carta Magna.

### La scoperta degli archivi
Il 14 settembre 1992 l'avvocato ed attivista paraguaiano Martín Almada presentò una richiesta di Habeas data al tribunale; dopo aver raccolto informazioni riguardo alla sua detenzione nelle carceri del regime, infatti, Almada scoprì che i documenti redatti dalla polizia che lo riguardavano erano tenuti in una caserma di Lambaré, sobborgo di Asunción. Il 22 dicembre il giudice José Agustín Fernández ordinò la perquisizione della caserma di polizia, durante la quale scoprì un'enorme mole di documenti e schede riguardanti detenuti politici e comuni. Due giorni dopo il giudice Luis María Benítez Riera fece perquisire la Direzione Nazionale degli Affari Tecnici, scoprendo altri documenti.
Il lavoro di inventario iniziò nel gennaio del 1993, guidato dalla Corte Suprema di Giustizia, che mise a disposizione un ufficio del Palazzo di Giustizia di Asunción per la raccolta e l'archiviazione dei documenti. L'archivio è in seguito cresciuto acquisendo carte e schede provenienti da altre perquisizioni all'interno del paese, che dimostrarono come il sistema di sorveglianza continuò anche dopo la deposizione di Stroessner.

## I documenti
Negli archivi del terrore si trovano le tracce di migliaia di persone assassinate, scomparse o imprigionate; inoltre rivelano prove dell'esistenza di una cooperazione reciproca tra i servizi di Argentina, Cile, Brasile, Uruguay, Bolivia e Paraguay per trovare ed eliminare i rispettivi oppositori politici.
I documenti trovati offrono un disegno complesso sulle origini, i propositi e l'organizzazione dell'Operazione Condor, attestando anche l'implicazione degli Stati Uniti d'America nella repressione scatenata dalle dittature del Cono Sud. In particolare alcune carte rivelano la presenza di ufficiali statunitensi all'interno delle organizzazioni dedicate alla cooperazione e lo sviluppo; altre mostrano la corrispondenza intercorsa tra agenti di CIA e FBI con alti ufficiali di esercito e polizia sudamericani.